# Boland Cavaliers
Il Boland Cavaliers (in afrikaans Boland Kavaliers) è una squadra provinciale sudafricana di rugby a 15 deputata al livello professionistico del Boland Rugby, ufficialmente Boland Rugby Union.
Partecipa annualmente alla Currie Cup e al Rugby Challenge rappresentando i distretti di Cape Winelands e West Coast nella provincia del Capo Occidentale e disputa le proprie gare interne al Boland Stadium di Wellington, città sede della union.

## Storia
Fondata nel 1939 e con sede nella città di Wellington, la Boland Rugby Union è l'organismo che governa la disciplina del rugby nelle municipalità distrettuali di Cape Winelands e West Coast della provincia del Capo Occidentale.
Fin dall'anno della sua istituzione, la squadra rappresentativa di tale provincia rugbistica militò in Currie Cup conosciuta come Boland fino al 1997. Dopo il passaggio del rugby amatoriale al professionismo nel 1995, dal 1998 al nome ufficiale venne aggiunto il soprannome "Cavaliers": Boland Cavaliers fu quindi la denominazione della squadra professionistica del Boland Rugby.
Impegnata principalmente nella divisione minore della Currie Cup dall'istituzione del professionismo, la Currie Cup First Division, che la vide vittoriosa in cinque occasioni (2001, 2003, 2004, 2006 e 2011), vanta come miglior risultato nella competizione nazionale la finale dell'edizione 1952 persa contro Transvaal.
La squadra prende il nome dalla regione di Boland nella provincia del Capo Occidentale che, pur non avendo confini ben definiti, si estende intorno alle montagne di Boland e alle città di Stellenbosch, Paarl e Worcester. I giocatori della formazione sono noti col soprannome di Wynboere, parola in lingua afrikaans che in italiano significa letteralmente: "vignaioli" (coltivatori della vigna).

## Springboks
Di seguito elencati i giocatori del Boland (1939-1997) selezionati nella nazionale sudafricana:
- Marthinus Theunis "Tjol" Lategan
- August Christoffel "Chris" Koch
- Franswa Pierre "Buks" Marais
- Albertus Johannes "Bertus" van der Merwe
- Richard Stephanus "Steve" Hoffman
- Pieter Stephanus "Piet" du Toit
- Dawid Jacobus "Dawie" de Villiers
- Errol Tobias
- McNeill Hendricks
- Stefan Terblanche
- Wayne Julies
- Marius Charl Joubert